# Хулан-Эрги
Хула́н-Эрги́, Фулаэрцзи́ (кит. упр. 富拉尔基, пиньинь Fùlā'ěrjī) — район городского подчинения городского округа Цицикар провинции Хэйлунцзян (КНР). Название района происходит от находившегося здесь раньше даурского селения Хулуньэрг.

## История
С 1649 года здесь было даурское селение Хулуньэрг («Красный берег»), чьё название китайцы произносили как «Фулаэрцзи́». После строительства КВЖД здесь появилась станция «Фулаэрцзи», в районе которой постепенно стал расти посёлок.
В 1931 году, когда японские войска вошли в Маньчжурию, в этих местах генерал Ма Чжаньшань попытался дать отпор японцам.
После образования КНР эти места стали районом № 1 уезда Лунцзян, а в 1954 году вошли в состав Цицикара, став городским районом.

## Административное деление
Район Фулаэрцзи делится на 8 уличных комитетов (в городе Фулаэрцзи), 1 волость и 1 национальную волость.
| №  | Название     | Название (кит.)    | Статус          | Население чел. (2010) | На карте                         |
| -- | ------------ | ------------------ | --------------- | --------------------- | -------------------------------- |
| 1  | Хунъань      | 红岸街道办事处     | уличный комитет | 55920                 | 47°12′31″ с. ш. 123°38′26″ в. д. |
| 2  | Тебэй        | 铁北街道办事处     | уличный комитет | 38137                 | 47°12′31″ с. ш. 123°38′26″ в. д. |
| 3  | Яньцзян      | 沿江街道办事处     | уличный комитет | 34280                 | 47°12′31″ с. ш. 123°38′26″ в. д. |
| 4  | Бэйсин       | 北兴街道办事处     | уличный комитет | 29286                 | 47°12′30″ с. ш. 123°38′26″ в. д. |
| 5  | Синфу        | 幸福街道办事处     | уличный комитет | 27762                 | 47°12′31″ с. ш. 123°38′26″ в. д. |
| 6  | Чанцин       | 长青乡             | волость         | 22479                 | 47°12′31″ с. ш. 123°38′26″ в. д. |
| 7  | Хунбаоши     | 红宝石街道办事处   | уличный комитет | 19393                 | 47°12′31″ с. ш. 123°38′26″ в. д. |
| 8  | Дуэрмэньцинь | 杜尔门沁达斡尔族乡 | нац.волость     | 13508                 | 47°08′27″ с. ш. 123°32′36″ в. д. |
| 9  | Дяньли       | 电力街道办事处     | уличный комитет | 12681                 | 47°12′30″ с. ш. 123°38′26″ в. д. |
| 10 | Хэпин        | 和平街道办事处     | уличный комитет | 2713                  | 47°12′31″ с. ш. 123°38′26″ в. д. |

## Соседние административные единицы
Район Фулаэрцзи на севере граничит с Мэйлисы-Даурским национальным районом, на востоке — с районом Анъанси, на юго-востоке — с уездом Тайлай, на западе — с уездом Лунцзян.